# Jeff Whitefoot
Jeff Whitefoot (Cheadle, Gran Mánchester, 31 de diciembre de 1933-2 de julio de 2024) fue un futbolista inglés que jugó en la posición de centrocampista. Era el último sobreviviente de los llamados Busby Babes que ganaron el título nacional con Manchester United FC en 1956.

## Carrera deportiva
Whitefoot inició su carrera como aprendiz con Manchester United en 1949. Cuando debutó contra Porsmouth en abril de 1950, fue en ese momento el jugador más joven en iniciar un partido para el United a los 16 años y 105 días. En ocho temporadas en el United, tuvo 95 participaciones y fue miembro desde 1952 a 1956 en equipos ganadores de título, aunque nunca anotó goles en esos equipos. Abandonó el club por Grimsby Town en 1957 pero regresó a la Primera División cuando firmó con el Nottingham Forest un año después, ayudando a ganar la FA Cup en 1959. Se quedó en el City Ground hasta su retiro como jugador al final de la temporada 1966-67, cuando Forest quedó segundo detrás del Manchester United en la Liga, al tiempo que Forest tenía su mejor posición al terminar la Liga.
Después de la muerte de Billy Gray el 11 de abril de 2011, Whitefoot fue el único miembro sobreviviente del equipo ganador de la FA Cup. La muerte de Bill Foulkes el 25 de noviembre de 2013 le permitió a Whitefood ser el último jugador vivo en tener medalla de ganador de título con el Manchester United en la temporada 1955-56 jugando 15 veces en la liga en esa temporada. Por lo tanto siete jugadores del United quienes calificaron para la medalla del campeonato en esa temporada, murieron en el accidente de Múnich, Alemania Federal, en el accidente aéreo del 6 de febrero de 1959, incluido Eddie Colman, jugador compañero de cuarto de Whitefoot en la casa club durante esa temporada.
Después de dejar el futbol, Whitefoot dirigió tabernas (pubs) en East Leake y Oakham. Fue llamado El último de los Busby Babes,

## Carrera

### Club
| Periodo   | Club                 | Apariciones | Goles |
| --------- | -------------------- | ----------- | ----- |
| 1950-1957 | Manchester United FC | 93          | 0     |
| 1957–1958 | Grimsby Town FC      | 26          | 5     |
| 1958-1967 | Nottingham Forest FC | 255         | 5     |

### Selección nacional
Jugó en una ocasión para la selección nacional sub-23 en 1954.

## Logros
- Football League First Division: 1955–56
- FA Cup: 1958–59[5]